# Клемешов, Олег Петрович
Оле́г Петро́вич Клемешо́в (род. 1970, Новосибирск) — российский государственный и политический деятель, исполняющий обязанности мэра Новосибирска с 28 декабря 2023 по 26 апреля 2024 года. Член партии Единая Россия.

## Биография
Олег Петрович Клемешов родился в 1970 году в Новосибирске. С 1988 по 1989 год служил в армии, затем учился в НГТУ по специальности «Радиоэлектронные и электромеханические приборные устройства» (выпуск 1993 года).
C 1994 года Клемешов работал в сфере городского транспорта Новосибирска, пройдя путь от мастера контактной сети «Службы обеспечения горавтоэлектротранспорта» до начальника филиала № 5 «Правобережный трамвайный» муниципального казенного предприятия города Новосибирска «Горэлектротранспорт» (2012). В 2012 году он стал стал первым заместителем главы администрации Ленинского района, а в 2014 году — главой администрации района.
В администрации города Клемешов занимал посты заместителя мэра по городскому хозяйству (с 9 июля 2019 года) и первого заместителя мэра (с 10 ноября 2022 года). С 28 декабря 2023 по 26 апреля 2024 года он исполнял обязанности мэра Новосибирска в связи с отставкой Анатолия Локтя.
С 1 ноября 2024 года — заместитель губернатора Новосибирской области.

## Скандалы
Политик фигурировал в деле о незаконном отстреле косуль. В январе 2022 года под Новосибирском сотрудники ГИБДД задержали браконьера Алексея Ольховика с 12 мешками мяса убитых животных. Часть талонов на отстрел животных были просроченными, а один из них был выдан на имя Клемешова. Политик утверждал, что сдал свой талон в Минприроды.